# Cargill
La Cargill, Incorporated è una multinazionale statunitense, attiva principalmente nel settore alimentare. Di proprietà degli eredi Cargill e MacMillan, non quotata in borsa, è considerata l'azienda a controllo familiare più grande del mondo.

## Attività
Cargill opera nel commercio di cereali e semi oleosi, nella produzione di ingredienti alimentari (amidi, dolcificanti, addensanti), nella produzione di mangimi, di cacao e prodotti derivati e di carni.

## Storia
Cargill ha avuto origine dall'attività di commercio di granaglie dei fratelli William, Samuel e James Cargill, che inizialmente operavano in Iowa, poi in Wisconsin, ed infine in Minnesota. Nel 1895 la figlia di William Cargill sposò John Hugh MacMillian: da allora la famiglia MacMillian ha avuto il controllo della società assieme con gli eredi Cargill. Proprietaria di montacarichi, silo e navi per il trasporto di granaglie, Cargill è stata per molti decenni soprattutto un grande operatore nel commercio mondiale dei cereali, esportati dagli Stati Uniti all'Europa ed anche all'Unione Sovietica. A partire dai primi anni ottanta, in corrispondenza con una fase di depressione dei prezzi dei cereali, Cargill ha puntato su una maggiore diversificazione delle attività, con la produzione di mangimi ed ingredienti alimentari, oltre che di carni.

## Cargill Italia
Cargill è presente in Italia con diversi impianti produttivi per la produzione di mangimi e di amidi, oltre che con una struttura commerciale che serve principalmente l'industria alimentare. La sua struttura attuale è frutto principalmente di numerose acquisizioni effettuate negli ultimi anni. L'ultima risale al 15 luglio 2011, quando è stata perfezionata la compravendita dello storico gruppo mangimistico "Raggio di Sole" di Fiorenzuola d'Arda (Piacenza).
La sede europea della Cargill, si trova a Mechelen in Belgio.